# Bayerisches Landesjugendamt
Das Bayerische Landesjugendamt (BLJA) ist beim Zentrum Bayern Familie und Soziales im Geschäftsbereich des Bayerischen Staatsministeriums für Familie, Arbeit und Soziales eingerichtet.

## Aufgaben
Das BLJA nimmt die gesetzlichen Aufgaben des überörtlichen Trägers der Jugendhilfe nach § 85 SGB VIII in Bayern wahr.
Aufgabenschwerpunkte sind:
- Beratung und Unterstützung der örtlichen Jugendämter in den Landkreisen und Städten.
- Qualitätsentwicklung der Kinder und Jugendhilfe in Bayern.
- Ausarbeitung von Empfehlungen, Stellungnahmen, Arbeitshilfen und Konzepten für die Praxis der Kinder- und Jugendhilfe.
- Förderung der Zusammenarbeit mit den Trägern der freien Jugendhilfe (Wohlfahrtsverbände, Jugendverbände) und Durchführung von Projekten, zum Beispiel bei Vorhaben zur Weiterentwicklung der Jugendhilfe.
- Fallbezogene Beratung der Jugendämter bei der Durchführung von Hilfen zur Erziehung junger Menschen.
- Jugendhilfeplanung.
- Fortbildung der Mitarbeiter in den Jugendämtern und bei den freien Trägern.
- Durchführung von Aufgaben des Jugendmedienschutzes und anderer Jugendschutzgesetze.
- Zentrale Adoptionsstelle (insbesondere Adoptionen mit Auslandsberührung, Vermittlung schwieriger Einzelfälle).
- Bewertung in- und ausländischer Bildungsabschlüsse nach § 16 BayKiBiG.[2]
- Scientology-Krisenberatungsstelle.
- Betreuung des Landesheimrats in Bayern.
- Förderverfahren und Qualifizierung von Gesundheitsberufen im Kontext der Bundesinitiative Netzwerk frühe Hilfen und Familienhebammen.
- Qualifizierung und Beratung der Koki-Netzwerke.
- Qualifizierung der Fachkräfte der Jugendsozialarbeit an Schulen (JaS).
- Regionale Anlauf- und Beratungsstelle für ehemalige Heimkinder in Bayern im Rahmen des Fonds „Heimerziehung in der Bundesrepublik Deutschland in den Jahren 1949 bis 1975“.
- Bayerische Anlauf- und Beratungsstelle im Rahmen der „Stiftung zur Anerkennung und Hilfe für Menschen, die als Kinder und Jugendliche in der Zeit von 1949 bis 1975 (Bundesrepublik Deutschland) bzw. 1949 bis 1990 (DDR) in stationären Einrichtungen der Behindertenhilfe oder in stationären psychiatrischen Einrichtungen Leid und Unrecht erfahren haben“.
- Online-Erziehungsratgeber „BAER - Bayerischer Erziehungsratgeber“ der öffentlichen Kinder- und Jugendhilfe.
- „Elternbriefe“ und „Medienbriefe“ als niedrigschwelliges und wirksames Instrument medialer Familienbildung und frühzeitiger Prävention.

Die Aufgaben als überörtlicher Träger der Jugendhilfe im Bereich der Jugendarbeit werden vom Bayerischen Jugendring (BJR) wahrgenommen.

## Organisation
Einer jugendhilfespezifischen Tradition folgend ist das Landesjugendamt (wie auch die örtlichen Jugendämter) eine „zweigliedrige Behörde“: Sie besteht aus der Verwaltung des Landesjugendamts und dem Landesjugendhilfeausschuss. Die Verwaltung führt die laufenden Geschäfte durch; der Ausschuss befasst sich mit grundlegenden Fragen der Kinder- und Jugendhilfe und beschließt Grundsätze und Empfehlungen.